# Татарская энциклопедия
Татарская энциклопедия — универсальное справочно-энциклопедическое издание в 6 томах, в котором в алфавитном порядке опубликованы сведения об административном устройстве, истории, науке и культуре Республики Татарстан, а также общественно-политической жизни, искусстве, архитектуре, экономическом развитии и природно-климатических условиях. В энциклопедии содержатся краткие биографии людей, внесших значительный вклад в истории развития Республики Татарстан. Главный редактор — М. Х. Хасанов.

## История
Работа над энциклопедией началась в 1989 году, когда было принято постановление «О подготовке и издании Татарской Советской энциклопедии». Институт Татарской энциклопедии (ИТЭ) Академии наук РТ — научно-издательское учреждение которое издает Татарскую энциклопедию.

## Содержание энциклопедии

### На русском языке
«Татарская энциклопедия»:
- Т. 1 (А—В) (2002)
- Т. 2 (Г—Й) (2005)
- Т. 3 (К—Л) (2006)
- Т. 4 (М—П) (2008)
- Т. 5 (Р—Т) (2010)
- Т. 6 (У—Я) (2015)

### На татарском языке
«Татар энциклопедиясе»
- Т. 1 (А—В) (2008) — в первый том энциклопедии на татарском языке вошло 3860 статей[3]
- Т. 2 (Г—Й) (2011)
- Т. 3 (К—Л) (2012)
- Т. 4 (М—П) (2014)
- Т. 5 (Р—Та) (2016)
- Т. 6, 1нче кисәк (Тә—Ч) (2019)
- Т. 6, 2нче кисәк (Ш—Я) (2021)